# 樂善 (博爾濟吉特氏)
樂善（？—1839年）博爾濟吉特氏，滿洲正黃旗人。清朝武官。
一等恭誠侯永德子。嘉慶十年襲一等侯。歷任正黃旗蒙古、正白旗漢軍、鑲黃旗滿洲副都統等職。道光十年，擢烏里雅蘇台將軍。道光十三年，調福州將軍。道光十五年，調吉林將軍。道光十六年四月入覲，命留京當差，署鑲藍旗漢軍都統。五月，授鑲藍旗蒙古都統，七月，調察哈爾都統。道光十七年，授荊州將軍，旋因病開缺。道光十九年卒。子景亮。